# Gare de Svetlogorsk II
Ne doit pas être confondu avec Gare de Svetlogorsk I.
La gare de Svetlogorsk II (en russe : станция Светлогорск-1I, stanitsiïa Svetogorsk-2, en allemand Rauschen-Düne) est une gare ferroviaire russe de la ligne de Sovetsk à Baltiïsk, située sur le territoire de la ville balnéaire de Svetlogorsk, dans l'oblast de Kaliningrad, en Russie européenne.
La gare est mise en service en 1906 sur la ligne ferroviaire de Königsberg à Svetlogorsk (de),  par la ligne de Sambie (de), afin de desservir le centre-ville. La ville s'appelle alors Rauschen, au sein de la province prussienne Prusse-Orientale, dans l'Empire allemand. La ville, et ainsi la gare, est épargnée des combats de la Seconde Guerre mondiale, mais pour autant, un nouveau bâtiment est construit à la place de l'ancien en 1975, puis en 2006, mais en gardant toutefois lors de la dernière reconstruction le style prussien de l'époque de sa mise en service.
C'est une gare de voyageurs en cul-de-sac des Chemins de fer de Kaliningrad, une filiale des Chemins de fer russes, desservie par des trains régions venant de Kaliningrad. La suite de la ligne vers Baltiïsk est aujourd'hui désaffectée.

## Histoire

### Prusse
En 1899, le 13 avril, la Ligne de Sambie (de), une entreprise, littéralement les « chemins de fer de la Sambie », est créée à Königsberg pour construire un réseau ferroviaire en péninsule de Sambie, même si des travaux avaient commencé dès 1896. Et dès le 14 juillet 1900, la première gare de la ville de Rauschen est ouverte, la gare de Rauschen. Là où il fallait 7 heures en calèche pour rejoindre la ville depuis Königsberg, il en fallait désormais moins d'une heure. C'est ainsi que rien qu'en 1903, la ville attira 3 000 vacanciers ainsi que 46 000 touristes, grâce au train. La ligne était par ailleurs à voie étroite, tandis que la gare se trouvait non loin de l'étang du moulin (aujourd'hui appelé en russe lac Tikhoïe (ru)), proche du centre-ville mais pas dedans,.
C'est ainsi qu'en 1906, une gare en cul-de-sac, avec son propre embranchement depuis la ligne, a été construite en plein centre-ville. La gare de Rauschen-Düne (d'après la dune de Rauschen) fut ouverte le 6 mai 1906, afin de faciliter l'accès à la ville,.

### Oblast de Kaliningrad
Une fois la guerre finie, la région de Prusse-Orientale est annexée avec la conférence de Potsdam à l'Union soviétique dans le nouvel l'oblast de Kaliningrad, oblast de la RSFS De Russie. Le trafic ferroviaire fut interrompu pendant deux ans, car le réseau ferroviaire a été totalement détruit, incluant le matériel roulant, les voies, les viaducs, même si la ville de Rauschen ne subit aucun dégât, elle préservée. L'Union soviétique change par ailleurs l'écartement, en mettant le réseau à l'écartement russe, plus large.
En 1946, la région subit la russification, les noms allemands étant changés en noms russes. La ville de Rauschen en 1947 est ainsi renommée Svetlogorsk, tandis que la gare est renommée gare de Svetlogorsk II. Et le 4 juin 1947, la ligne de Kaliningrad à Svetlogorsk fut remise en service avec le départ du nouveau train.
En 1975, un nouveau bâtiment de gare a été construit, décoré de reliefs en mosaïque, dans le style du réalisme socialiste par Nikolaï Frolov, Oleg Atrochtchenko et Albert Chestako. Ce sont d'ailleurs les mêmes que ceux ayant construit le cadran solaire de la ville sur sa promenade balnéaire, et le premier a aussi installé un cadran solaire sur la façade du château d'eau de la ville. 
En 1976, la gare tout comme la ligne fut électrifiée en courant continu, avec la protection automatique des trains (en).
Mais au début des années 2000, la gare n'avait pas que besoin de réparations majeures, mais elle ne remplissait plus les critères esthétiques de la station balnéaire, ainsi que le nombre de passagers qui augmentait constamment. Ainsi, le 17 juillet 2006, la construction d'une nouvelle gare a commencée par les Chemins de fer de Kaliningrad, et l'ancien bâtiment fut détruit. Le coût de la reconstruction a été estimé à 42 millions de roubles.
En décembre 2006, la construction fut terminée, avec une architecture typique prussienne, semblable à celle de la première gare de 1906. La nouvelle gare avait désormais une salle d'attente pour 150 personnes, six bureaux pour l'achat de tickets, des buffets et toilettes. Il y a désormais des guichets automatiques, des cafés et boutiques et elle est équipée depuis récemment du Wi-Fi.

## Service des voyageurs

### Desserte
La gare est desservie par des trains électriques régionaux des Chemins de fer de Kaliningrad en provenance de la gare de Kaliningrad-Nord, dont l'arrête juste avant est la gare de Svetlogorsk-I. Aucun train ne continue, la suite de la ligne étant désaffectée. D'autres trains peuvent arriver d'autres villes de la région. Il se situe en face du téléphérique de Svetlogorsk.
Plus d'une douzaine de trains électriques desservent quotidiennement la gare, le premier train partant à 6 h 30, le dernier partant entre 20 h 36 et 20 h 22 selon les jours.
| Origine                            | Arrêt précédent       | Train | Train         | Train | Arrêt suivant | Destination |
| ---------------------------------- | --------------------- | ----- | ------------- | ----- | ------------- | ----------- |
| Gare de Kaliningrad-Nord           | Gare de Svetlogorsk I |       | [Non indiqué] |       | Terminus      | Terminus    |
| Gare de Kaliningrad-Passajirski    | Gare de Svetlogorsk I |       | [Non indiqué] |       | Terminus      | Terminus    |
| Gare de Zelenogradsk-Nouvelle (pl) | Gare de Svetlogorsk I |       | [Non indiqué] |       | Terminus      | Terminus    |

La gare de Svetlogorsk II :
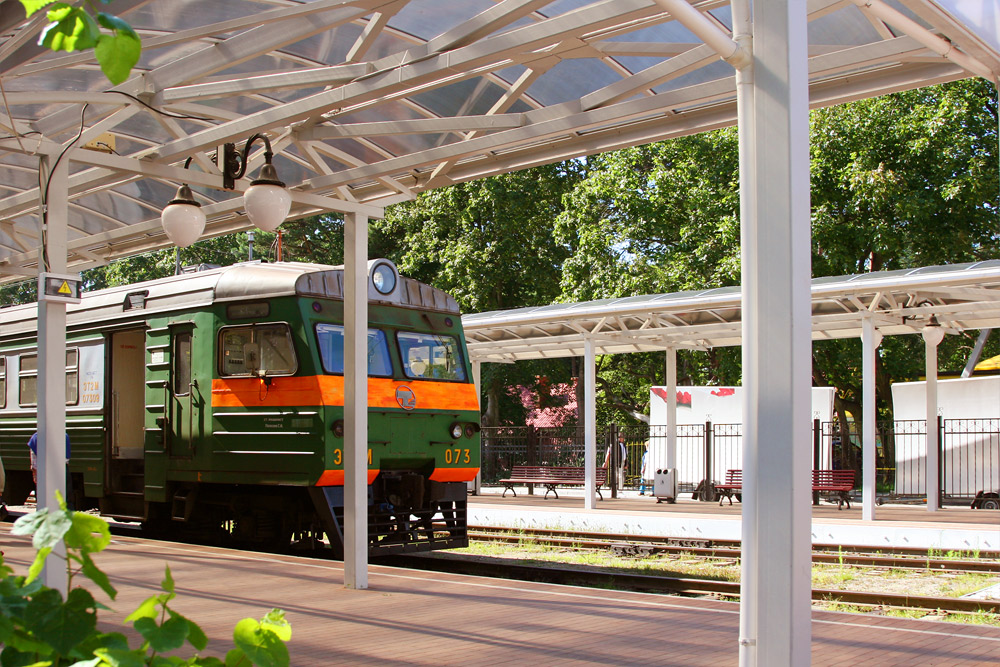
Un ET2M 073 arrivant en gare en 2006.
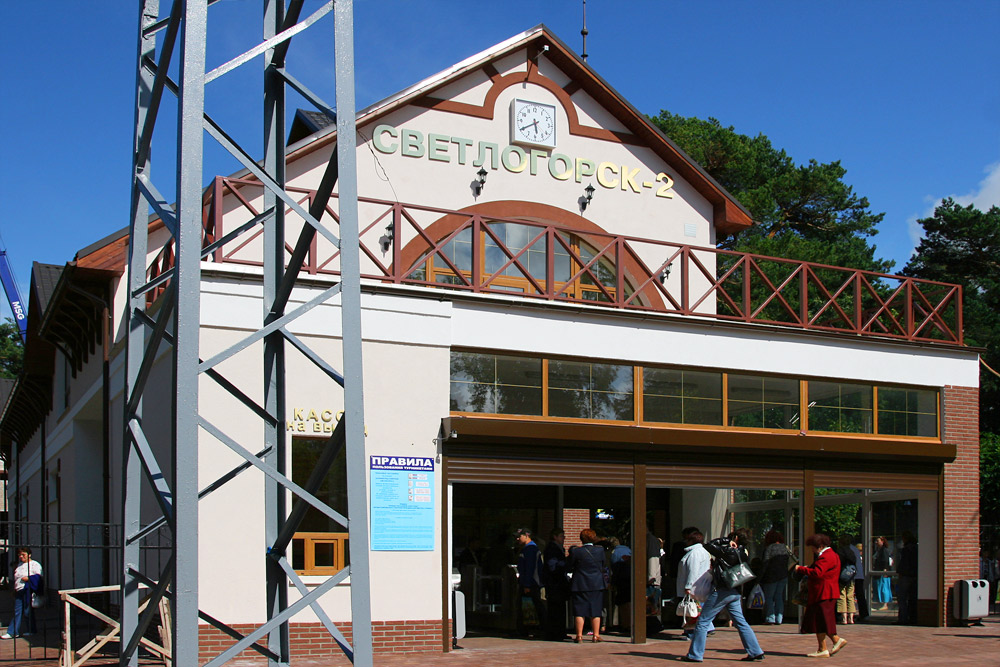
Vue de l'entrée de la gare.
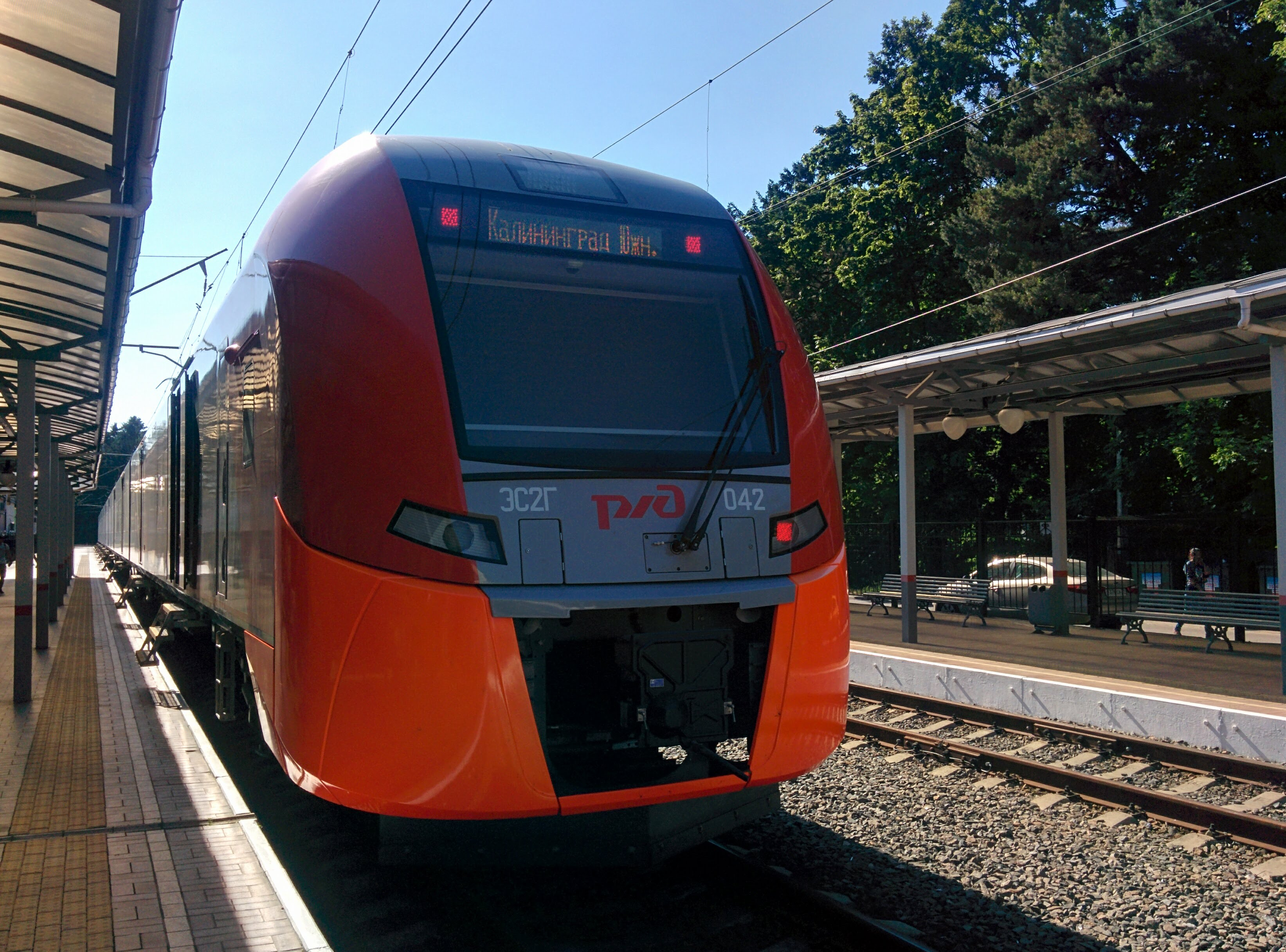
Un ES2G 042 en gare de Svetlogorsk II.